# Malacoglanis gelatinosus
Malacoglanis gelatinosus — єдиний вид роду Malacoglanis з підродини Sarcoglanidinae родини Trichomycteridae ряду сомоподібні. Наукова назва походить від грецьких слів malakos, тобто «м'який», та glanis — «сом».

## Опис
Загальна довжина сягає 2 см. Голова невеличка, сплощена зверху. Очі маленькі. Є 2 пари коротких вусів. Тулуб подовжений, стрункий. Спинний плавець маленький, трикутний, в середині тулуба. Жировий плавець відсутній. Грудні та черевні плавці маленькі. Анальний плавець подовжений. Хвостовий плавець короткий.
Забарвлення блідо-коричневе.

## Спосіб життя
Це демерсальна риба. Воліє прісної води. Зустрічається у невеличких річках, тримається мілини або на невеличкій глибині. Вдень ховається в укриттях. Живиться детритом, рослинними залишками.

## Розповсюдження
Мешкає у басейні річки Какета (Колумбія).